# 張禴
張禴（1474年—1520年），字汝誠，號西盤，順天府薊州平谷縣辛寨社人，明朝政治人物。

## 生平
弘治八年（1495年）乙卯科順天鄉試第四十八名舉人，十二年（1499年）己未科會試第四十九名，二甲三十二名進士。授户部主事，丁忧，服阕，改刑部，升员外郎，歷任刑部郎中。正德初年，權宦欲處置都御史強珍，張禴堅持不可，被謫戍，奪俸半年，改監察御史，正德四年（1509年）十一月升太僕寺少卿，陞都察院右僉都御史巡撫大同，任內革除宿弊，限制權豪，劉瑾死後，坐瑾黨落職，左遷泗州知州。不久，正德七年（1512年）正月陞陝西潼關副使，平定澄城巨盜，九年正月轉山東左參政，丁憂，服闋，十二年十一月复除陕西左参政，奏奪王府侵占民地，十四年二月陞都察院右僉都御史巡撫遼東。正德十五年卒於官。

## 家族
曾祖張弼；祖父張雲，知府；父張鑄，府同知。母李氏，继母吴氏、王氏。严侍下。兄张祐、張禬。弟张祚、张祉、张祫。